# Pietro I di Courtenay
Pietro I di Francia (Reims, 1126 circa – Acri, 10 aprile 1183) fu il capostipite della casa capetingia di Courtenay e signore di Courtenay, Montargis, Châteaurenard, Champignelles, Tanlay, Charny e Chantecoq.

## Biografia
Pietro era il sesto figlio di re Luigi VI di Francia (1081-1137) e di Adelaide di Savoia. Suo padre gli conferì la dignità di abate laico della collegiale di Mantes.
Accompagnò nel 1147 i fratelli, i re Luigi VII e Roberto I di Dreux, alla seconda crociata, prendendo parte a tutti i combattimenti tra cui quello di Laodicea al Lico e all'assedio di Damasco. Tra i crociati c'era pure Rinaldo di Courtenay, padre della sua futura moglie.
Quando i suoi fratelli Enrico e Roberto si ribellarono contro l'autorità di Luigi, fu l'unico a rimanergli fedele, nel 1149-50.
Di nuovo partì per la Terra santa nel 1179, con il conte Enrico I di Champagne e Philippe de Dreux, vescovo di Beauvais, suo nipote.
Morì ad Acri il 10 aprile 1183.

## Matrimoni e discendenza
Prima del 1150 sposò Elisabetta di Courtenay († 1205), figlia di Rinaldo di Courtenay, futura signora di Courtenay, da cui ebbe:
- Pietro II di Courtenay (1155 circa - 1219), che divenne imperatore latino di Costantinopoli;
- una figlia, nata verso il 1158 e sposata a Eudes de la Marche;
- Alice di Courtenay (1160 circa - 1218), sposata a Guillaume de Joigny, poi a Aymar Taillefer, conte d'Angoulême;
- Eustachia († dopo il 1235), sposata a Guillaume de Brienne, signore di Pacy-sur-Armançon, poi a Guglielmo di Champlitte, principe d'Acaia, infine al conte Guglielmo I d Sancerre;
- Clémence, sposata a Guido VI, visconte di Thiers;
- Roberto di Courtenay[3] (1168 circa - 1239), signore di Champignelles-en-Puisaye e Château-Renard, grand bouteiller de France nel 1223. Ebbe numerosi figli tra cui Giovanni arcivescovo di Reims;
- Filippo;
- Isabella, moglie di Aymon de Charost;
- Costanza, sposata a Gasce de Poissy, poi a Guillaume de La Ferté-Arnaud;
- Guglielmo (1172 circa - 1233/1248), signore di Tanlay.

## Ascendenza
|                       |                     |                         | Genitori                |  |  | Nonni |  |  | Bisnonni            |  |  | Trisnonni             |  |
|                       |                     |                         |                         |  |  |       |  |  | Enrico I di Francia |  |  | Roberto II di Francia |  |
|                       |                     |                         |                         |  |  |       |  |  | Enrico I di Francia |  |  | Roberto II di Francia |  |
|                       |                     | Costanza d'Arles        |                         |  |  |       |  |  | Enrico I di Francia |  |  |                       |  |
| Filippo I di Francia  |                     |                         |                         |  |  |       |  |  | Enrico I di Francia |  |  |                       |  |
|                       |                     | Anna di Kiev            | Jaroslav I di Kiev      |  |  |       |  |  |                     |  |  |                       |  |
|                       |                     | Anna di Kiev            | Jaroslav I di Kiev      |  |  |       |  |  |                     |  |  |                       |  |
|                       |                     | Anna di Kiev            | Ingegerd Olofsdotter    |  |  |       |  |  |                     |  |  |                       |  |
| Luigi VI di Francia   |                     | Anna di Kiev            |                         |  |  |       |  |  |                     |  |  |                       |  |
|                       |                     | Fiorenzo I d'Olanda     | Teodorico III d'Olanda  |  |  |       |  |  |                     |  |  |                       |  |
|                       |                     | Fiorenzo I d'Olanda     | Teodorico III d'Olanda  |  |  |       |  |  |                     |  |  |                       |  |
|                       |                     | Fiorenzo I d'Olanda     | Otelinda di Sassonia    |  |  |       |  |  |                     |  |  |                       |  |
| Berta d'Olanda        |                     | Fiorenzo I d'Olanda     |                         |  |  |       |  |  |                     |  |  |                       |  |
|                       |                     | Gertrude di Sassonia    | Bernardo II di Sassonia |  |  |       |  |  |                     |  |  |                       |  |
|                       |                     | Gertrude di Sassonia    | Bernardo II di Sassonia |  |  |       |  |  |                     |  |  |                       |  |
|                       |                     | Gertrude di Sassonia    | Elika di Schweinfult    |  |  |       |  |  |                     |  |  |                       |  |
| Pietro I di Courtenay |                     | Gertrude di Sassonia    |                         |  |  |       |  |  |                     |  |  |                       |  |
|                       | Amedeo II di Savoia | Oddone di Savoia        |                         |  |  |       |  |  |                     |  |  |                       |  |
|                       | Amedeo II di Savoia | Oddone di Savoia        |                         |  |  |       |  |  |                     |  |  |                       |  |
|                       | Amedeo II di Savoia | Adelaide di Susa        |                         |  |  |       |  |  |                     |  |  |                       |  |
| Umberto II di Savoia  | Amedeo II di Savoia |                         |                         |  |  |       |  |  |                     |  |  |                       |  |
|                       |                     | Giovanna di Ginevra     | Geroldo II di Ginevra   |  |  |       |  |  |                     |  |  |                       |  |
|                       |                     | Giovanna di Ginevra     | Geroldo II di Ginevra   |  |  |       |  |  |                     |  |  |                       |  |
|                       |                     | Giovanna di Ginevra     | Gisella di Borgogna     |  |  |       |  |  |                     |  |  |                       |  |
| Adelaide di Savoia    |                     | Giovanna di Ginevra     |                         |  |  |       |  |  |                     |  |  |                       |  |
|                       |                     | Guglielmo I di Borgogna | Rinaldo I di Borgogna   |  |  |       |  |  |                     |  |  |                       |  |
|                       |                     | Guglielmo I di Borgogna | Rinaldo I di Borgogna   |  |  |       |  |  |                     |  |  |                       |  |
|                       |                     | Guglielmo I di Borgogna | Alice di Normandia      |  |  |       |  |  |                     |  |  |                       |  |
| Giselda di Borgogna   |                     | Guglielmo I di Borgogna |                         |  |  |       |  |  |                     |  |  |                       |  |
|                       |                     | Stefania di Borgogna    | ?                       |  |  |       |  |  |                     |  |  |                       |  |
|                       |                     | Stefania di Borgogna    | ?                       |  |  |       |  |  |                     |  |  |                       |  |
|                       |                     | Stefania di Borgogna    | ?                       |  |  |       |  |  |                     |  |  |                       |  |
|                       |                     | Stefania di Borgogna    |                         |  |  |       |  |  |                     |  |  |                       |  |